# Музыкин, Василий Филиппович
Василий Филиппович Музыкин (8 апреля 1918, Зарожное, Харьковская губерния — 28 мая 1980, Чугуев, Харьковская область) — полковник Советской армии, участник советско-финской и Великой Отечественной войн, Герой Советского Союза (1940).

## Биография
Василий Музыкин родился 8 апреля 1918 года в селе Зарожное, волостном центре Змиевского уезда Харьковской губернии (ныне село относится к Чугуевскому району Харьковской области Украины). Окончил десять классов школы. В 1936 году Музыкин был призван на службу в Рабоче-крестьянскую Красную армию. В 1939 году он окончил Одесское артиллерийское училище.
Участвовал в боях советско-финской войны, будучи командиром артиллерийской батареи 402-го гаубичного артиллерийского полка 7-й армии Северо-Западного фронта. В конце декабря 1939 года Музыкин провёл разведку финской обороны, после чего его батарея уничтожила две огневые точки противника, что способствовало успешному наступлению советских частей.
Указом Президиума Верховного Совета СССР от 21 марта 1940 года за «образцовое выполнение боевых заданий командования на фронте борьбы с финской белогвардейщиной и проявленные при этом отвагу и геройство» лейтенант Василий Музыкин был удостоен высокого звания Героя Советского Союза с вручением ордена Ленина и медали «Золотая Звезда» за номером 363.
Участвовал в боях Великой Отечественной войны. После её окончания продолжил службу в Советской Армии. В 1947 году Музыкин окончил Высшую офицерскую артиллерийскую школу. 28 декабря 1960 года уволен в запас в звании полковника. Умер 28 мая 1980 года, похоронен в Чугуеве.
Был также награждён орденами Красного Знамени и Отечественной войны 1-й степени, двумя орденами Красной Звезды, рядом медалей.